# Shawn Toovey
Pour les articles homonymes, voir Toovey.
Shawn Toovey (né le 1er mars 1983 à Lincoln, dans le Nebraska) est un acteur américain.

## Biographie
Shawn Toovey est né le 1er mars 1983 à Lincoln, dans le Nebraska, où il passe ses quatre premières années, avant de déménager à San Antonio au Texas, puis en Californie.
Vers l'âge de huit ans, Shawn Toovey fait ses premières apparitions à la télévision dans quelques films : En plein jour, un drame basé sur le livre Harry MacLean's, avec Brian Dennehy, ou encore Jugement aveugle (A Seduction in Travis County), une pièce de théâtre-thriller.
Mais c'est surtout le rôle de Brian Cooper dans la série Docteur Quinn, femme médecin qui le fait connaître du grand public, à partir de 1993. Cette série lui permet d'ailleurs de remporter quatre fois la récompense « Meilleur second rôle masculin pour un enfant de moins de 10 ans ». La série s'arrête en 1998, lorsque le nouveau patron de la chaîne CBS veut se démarquer de son prédécesseur en supprimant toutes les séries familiales. Mais Shawn Toovey jouera encore dans deux téléfilms qui achèvent la série :  Docteur Quinn, femme médecin : Une famille déchirée (Dr. Quinn, Medicine Woman: The Movie) en 1999 et Docteur Quinn, femme médecin : Dames de cœur (Dr. Quinn, Medicine Woman: The Heart Within) en 2001.
Shawn poursuit sa carrière en jouant en 1997 dans le film Flash, réalisé par Simon Wincer, pour lequel il est nommé aux Young Artist Awards pour la meilleure interprétation dans un téléfilm. Il tourne quelques publicités, pour McDonald's en 2000 et Pepsi en 2001.
D'août 2001 à mai 2005, il est étudiant à l'Université du Nebraska, où il obtient un diplôme en journalisme et en études cinématographiques.
Il est membre fondateur de l'association Children's Board of the Audrey Hepburn Hollywood for Children Foundation  ; il est également impliqué dans des œuvres caritatives : JRDF (Juvenile Diabetes Research Foundation), l'Institut Braille, Camp Ronald McDonald for Good Times, et divers organismes qui luttent contre la maltraitance des enfants.
Il réside en Californie, avec sa femme Marianne Page, avec laquelle il a eu une fille en avril 2008.

## Filmographie
- 1991 : Un homme à tuer (In Broad Daylight) (téléfilm), de James Steven Sadwith : Claude Rowan
- 1991 : Jugement aveugle (A Seduction in Travis County) (téléfilm), de George Kaczender : Josh Maguire
- 1992 : Bed of Lies (téléfilm), de William A. Graham : Joel Moore
- 1992 : An American Story (téléfilm), de John Gray : Sam Meadows
- 1993 : The Fire Next Time (téléfilm), de Tom McLoughlin : Jake Morgan
- 1993-1998 : Docteur Quinn, femme médecin (Dr. Quinn, Medicine Woman) (série télévisée, 148 épisodes), de Beth Sullivan : Brian Cooper
- 1997 : Flash (téléfilm), de Simon Wincer : Tad Rutherford
- 1998 : Docteur Quinn, femme médecin : Une famille déchirée (Dr. Quinn, Medicine Woman: The Movie) (téléfilm), de Beth Sullivan : Brian Cooper
- 2001 : Docteur Quinn, femme médecin : Dames de cœur (Dr. Quinn, Medicine Woman: The Heart Within) (téléfilm), de Beth Sullivan : Brian Cooper

## Distinctions
- 1994 : Nommé au Young Artist Awards du meilleur jeune acteur dans une mini-série où un téléfilm pour The Fire Next Time (1993).
- 1994 : Lauréat du Young Artist Awards du meilleur jeune acteur dans une série télévisée pour Docteur Quinn, femme médecin (1993-1998).
- 1995 : Lauréat du Young Artist Awards du meilleur jeune acteur dans une série télévisée pour Docteur Quinn, femme médecin (1993-1998).
- 1996 : Lauréat du Young Artist Awards du meilleur jeune acteur dans une série télévisée pour Docteur Quinn, femme médecin (1993-1998).
- 1996 : Lauréat du Michael Landon Award lors des Young Artist Awards pour la série télévisée Docteur Quinn, femme médecin partagée avec Beth Sullivan (Productrice exécutive), Timothy O. Johnson (Producteur), Chad Allen (Jeune acteur) et Jessica Bowman (Jeune actrice).
- 1997 : Lauréat du Young Artist Awards du meilleur jeune acteur dans une série télévisée pour Docteur Quinn, femme médecin (1993-1998).
- 1998 : Nommé au Young Artist Awards du meilleur jeune acteur dans une série télévisée pour Docteur Quinn, femme médecin (1993-1998).
- 1998 : Nommé au Young Artist Awards du meilleur acteur dans un second rôle dans un téléfilm pour Flash (1997).
- 1999 : Nommé au Young Artist Awards du meilleur jeune acteur dans une série télévisée pour Docteur Quinn, femme médecin (1993-1998).